# Francesco Faà di Bruno

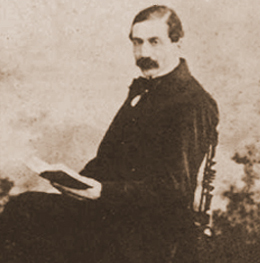
Francesco Faà di Bruno

Francesco Faà di Bruno (* 29. März 1825 in Alessandria; † 27. März 1888 in Turin) war ein italienischer Offizier, Mathematiker, Ingenieur, Erfinder, Erzieher, Komponist und Geistlicher. Er ist Seliger der katholischen Kirche.

## Leben

### Kindheit und Jugend
Francesco da Paola Virginio Secondo Maria Faà di Bruno stammte aus einer piemontesischen Adelsfamilie. Er war das zwölfte und letzte Kind von Luigi, marchese di Bruno und Carolina Sappa de’ Milanesi. Sein Bruder Emilio wurde Marineoffizier und fiel in der Seeschlacht von Lissa. 1834, im Alter von neun Jahren, verlor er die Mutter. Ab 1836 besuchte er die Schule der Somasker in Novi Ligure. 1840 trat er in die Turiner Militärakademie ein.

### Militärische Karriere
Als Offizier der Armee des Königreichs Sardinien-Piemont wurde Faà di Bruno mit geo- und kartographischen Aufgaben betraut. 1848 nahm er am Ersten Italienischen Unabhängigkeitskrieg teil und kämpfte bei Peschiera. 1849 wurde er zum Hauptmann des Generalstabs befördert. In der Schlacht bei Novara wurde er verwundet und für seine Tapferkeit ausgezeichnet.
Die Armee schickte ihn zu weiterführenden Studien der Mathematik und Astronomie nach Paris an die Sorbonne. 1853 bat er zu Studienzwecken um den Abschied und trat aus der Armee aus. Aus Gewissensgründen hatte er sich geweigert, sich mit einem Offizier zu duellieren, der ihn beleidigt hatte.

### Wissenschaftliche Karriere
Faà di Bruno studierte unter Augustin Louis Cauchy, Charles Hermite war sein Studienkollege. 1855 begann er seine Tätigkeit am Pariser Observatorium unter Urbain Le Verrier. Seit 1857 unterrichtete er an der Universität Turin, wo er 1876 zum außerordentlichen Professor ernannt wurde.
Er beschäftigte sich mit vielen Teilgebieten der Mathematik, beispielsweise mit der Invariantentheorie und mit Elliptischen Funktionen. Die nach ihm benannte Formel von Faà di Bruno (die er aber nicht als erster aufstellte und auch nicht als erster bewies) ist eine Verallgemeinerung der Kettenregel.
Daneben war er auch als Ingenieur und Erfinder tätig. Er war am Bau des Turms der Turiner Kirche Santa Zita beteiligt, entwickelte wissenschaftliche Instrumente und ließ sich mehrere Erfindungen patentieren.

### Geistlicher, Musiker und Erzieher
Zeit seines Lebens war Faà di Bruno tief gläubig. Als Armeeangehöriger schrieb er ein Handbuch des christlichen Soldaten. Zwar begrüßte er das Risorgimento und die Einigung Italiens, war jedoch unglücklich über deren antiklerikale Ausrichtung. Er gab eine Zeitschrift über geistliche Musik, La Lira Cattolica, heraus und war auch selbst als Komponist von geistlichen Musikstücken tätig.
Er war mit zahlreichen sozialen Projekten befasst, die sich vor allem um die Erziehung und Betreuung von Dienstmädchen kümmerten. Daraus entstand 1881 ein Nonnenorden, die Minime di Nostra Signora del Suffragio (Mindere Schwestern Unserer Lieben Frau von der Fürbitte für die Armen Seelen), der allerdings erst 1893, nach seinem Tod, von der Kirche offiziell anerkannt wurde. Er war mit Don Bosco befreundet und wurde am 22. Oktober 1876 als Spätberufener im Alter von 51 Jahren zum Priester geweiht.
Francesco Faà di Bruno starb plötzlich an einer Darminfektion.

## Seligsprechung
100 Jahre nach seinem Tod, am 25. September 1988, wurde er von Johannes Paul II. seliggesprochen.

## Schriften
Francesco Faà di Bruno publizierte ungefähr 40 Originalarbeiten in angesehenen mathematischen Zeitschriften (Crelles Journal, Journal de Mathématiques, American Journal of Mathematics, Comptes rendus de l'Académie des sciences u. a.). Er ist der Autor folgender Bücher:
- Théorie générale de l'élimination, Paris, 1859
- Calcolo degli errori, Turin, 1867; französische Übersetzung Traité élémentaire du calcul des erreurs, Paris, 1869
- Théorie des formes binaires, Paris, 1876

Ein geplantes mehrbändiges Werk über Elliptische Funktionen war zum Zeitpunkt seines Todes unvollendet.